# غاري ويلكنسون (كرة سلة)
غاري ويلكنسون (بالإنجليزية: Gary Wilkinson)‏ مواليد 2 أكتوبر 1982 في سالت ليك، هو لاعب كرة سلة أمريكي معتزل. بدأ مسيرته الاحترافية في سنة 2009. حمل الرقم 55. لعب كرة السلة الجامعية في جامعة ولاية يوتا. اعتزل اللعب في 2014. لعب مع نيو زيلاند بريكرز.

## روابط خارجية
- غاري ويلكنسون على موقع كرة السلة الأوروبية.كوم (الإنجليزية)
- غاري ويلكنسون على موقع كلية كرة السلة في سبورتس رفرنس.كوم (الإنجليزية)
- غاري ويلكنسون على موقع ريلجم (الإنجليزية)
- غاري ويلكنسون على موقع بروبوليرز (الإنجليزية)
- غاري ويلكنسون على موقع سبورتس رفرنس (الإنجليزية)